# Kazehakase
Kazehakase (jap. 風博士, übersetzt „Wind-Doktor“) ist ein GTK+-basierter Webbrowser für Linux/Unix-Betriebssysteme.
Wie andere Webbrowser (zum Beispiel Galeon, Skipstone und Epiphany) kann auch Kazehakase die von den Mozilla-Produkten abstammende Rendering-Engine Gecko zum Darstellen von Webseiten einsetzen, alternativ kann er aber auch WebKitGTK+ für die Darstellung verwenden.
Zu den Funktionen gehören:
- Feedreader mit Unterstützung von RSS sowie der japanischen Varianten LIRS und HINA-DI
- Drag and Drop von Tabs
- Mausgesten
- Importieren von Lesezeichen aus Mozilla Firefox, Mozilla, Netscape, Galeon, Konqueror und w3m; Shared Bookmarks (mit XBEL)
- „Smart Bookmarks“ programmierbar durch reguläre Ausdrücke
- Volltextsuche in der Browser-Chronik
- Unterstützung von Plug-ins

Der Browser wurde nach der Kurzgeschichte Kazehakase (dt.: Dr. Wind) des japanischen Autors Sakaguchi Ango benannt. Kazehakase ist unter der GNU General Public License frei erhältlich.